# Бодишейминг
Бодишейминг (от англ. body — «тело», to shame — «стыдить») — дискриминация людей, основанная на том, как выглядит их тело. В основе данного явления лежит несоответствие общепринятым «стандартам красоты», любого рода отклонение от них. Жертвами бодишейминга становятся люди разных возрастов, рас, национальностей, размеров, типов фигуры — словом, кто угодно. Отличительной чертой бодишейминга является тот факт, что он основан исключительно на субъективном мнении. Главным образом распространение бодишейминга связано со «стандартами красоты», навязанными СМИ, и жёсткими критериями фигуры, пришедшими из индустрии моды. 

## Формы
- Фэтшейминг (от англ. fat — «жир» или «толстый», to shame — «стыдить») или фэтфо́бия (от англ. fat — «жир» или «толстый», phobia — «боязнь») — дискриминация людей, основанная на субъективном мнении о том, что они обладают избыточным весом, а также подразумевающая оскорбления за излишнюю, нездоровую полноту, которая является результатом неухоженности, лени, несбалансированной диеты, компульсивного переедания и распущенности.
- Скинни-шейминг (от англ. skinny — «худой» или «тощий», to shame — «стыдить») или слим-шейминг (от англ. slim — «стройный» или «худой», to shame — «стыдить») — дискриминация людей, основанная на субъективном мнении о том, что их тело выглядит излишне или нездорово худым, тощим.

## Проявления
По данным ANAD (National Association of Anorexia Nervosa and Associated Disorders), бодишейминг, главным образом, имеет 3 основных проявления:
1. Критика собственного тела путём транслирования на себя существующих стандартов красоты;
2. Открытая, субъективная критика тела других людей путём транслирования на них существующих стандартов красоты;
3. Скрытая, субъективная критика тела других людей путём транслирования на них существующих стандартов красоты.

## История
Несмотря на то что проблема бодишейминга стала активно подниматься и обсуждаться только в XXI веке, само явление появилось значительно раньше и в разные временные периоды приобретало новые формы. На протяжении всей истории стандарты красоты женского и мужского тела значительно менялись и варьировались в соответствии с модой и определенными установками, связанными с социальным статусом. Стандарты красоты напрямую определяли такие понятия, как «женственность» и «мужественность», а значит, задавали определенные критерии того, как должно выглядеть идеальное женское и мужское тело.
Одними из самых ранних известных изображений женского тела являются «Венеры палеолита» — доисторические статуэтки, изображающие женщин, общим признаком которых было тучное, крупное тело. Вплоть до начала XIX века идеалом женской красоты являлось более пышное, объемное тело с плавными, мягкими изгибами. Такое тело являлось своеобразным «знаком качества» и означало, что женщина либо в материальном достатке, либо фертильна и способна к продолжению рода. Например, в эпоху Возрождения одним из признаков, указывающих на то, что женщина богата, был ее более объемный, выпуклый живот и более объемные формы в целом. Причина заключается в том, что в то время как представительницы низшего класса должны были работать и выполнять ручной труд, представительницы высшего класса могли себе позволить весь день проводить дома и не выполнять непосильное количество работы, из-за чего работавшие женщины выглядели стройнее, а женщины в достатке — упитанно. Помимо этого, у высших слоев общества был доступ к широкому разнообразию качественных продовольственных продуктов. Более того, крупное тело было синонимом фертильности. Отличительная черта женщин эпохи Возрождения — пышное, мягкое тело с широкими бедрами. Причина в том, что эти черты указывали на то, что женщина была плодовитой, а фертильность была одним из определяющих факторов красоты и женственности в то время. Наличие узких бедер или более мускулистое, сухое или стройное телосложение считалось непривлекательным и даже «не феминным». Поэтому для того, чтобы избежать критики и стигматизации, а также соответствовать существующим стандартам, женщинам приходилось прибегать к различного рода хитростям и манипуляциям: от таких незначительных и безопасных, как подкладки под одежду, до более травматичных и опасных для здоровья, как корсеты, которые со временем приводили к деформации ребер, нарушению циркуляции крови в организме, многочисленным обморокам и нередко к летальному исходу.

## Статистика
Фондом психического здоровья (Mental Health Foundation) совместно с международной компанией по сбору и анализу данных YouGov в марте 2019 года среди 4505 взрослых в Великобритании в возрасте от 18 лет и 1118 подростков в возрасте от 13 до 19 лет были проведены новые онлайн-опросы на тему бодишейминга и образа тела (body-image). Результаты показали, что:
1. В прошлом году каждый пятый взрослый (20 %) испытывал стыд по поводу своего тела, чуть более трети взрослых (34 %) испытывали чувство подавленности, а 19 % испытывали отвращение из-за образа своего тела.
2. Среди подростков 37 % чувствовали себя расстроенными по поводу своего тела, а 31 % стыдились своего образа тела.
3. Чуть более трети взрослых проинформировали, что они когда-либо испытывали тревожность (34 %) или находились в депрессивном состоянии (35 %) из-за своего образа тела.
4. У каждого восьмого (13 %) взрослого возникали суицидальные мысли или чувства из-за недовольства своим телом.
5. Каждый пятый взрослый (21 %) сообщил, что из-за изображений тела, используемых в рекламе, он начал переживать из-за своего образа тела.
6. Каждый пятый взрослый (22 %) и 40 % подростков заявили, что из-за изображений тел в социальных сетях они начали переживать из-за своего образа тела.[2]

## Влияние на здоровье
Наличие проблем с образом тела является относительно распространенным случаем и само по себе не является проблемой психического здоровья. Однако это может быть фактором риска, вызывающим те или иные проблемы психического здоровья. Разные проявления бодишейминга могут привести к различного рода последствиям: от проблем с самооценкой и самовосприятием до серьезных проблем со здоровьем, таких как депрессия, расстройства пищевого поведения, дисморфофобия.

## Критика
На сегодняшний день с проблемой бодишейминга активно борется такое направление, как бодипозитив. Бодипозитив — это социальное движение, основанное на идее о том, что у людей должно быть сформировано позитивное отношение к своему образу тела независимо от того, какие стандарты красоты навязывает общество.
С проблемой бодишейминга сталкиваются совершенно разные люди, независимо от их рода занятий: будь то школьники, спортсмены, актеры, музыкальные исполнители. Именно поэтому, осознавая серьезность бодишейминга и его последствий, многие медийные личности освещают данную остросоциальную проблему в СМИ, чтобы донести ее важность до своей многочисленной аудитории. Например, по данным онлайн-источника Wonderzine, во время эфира на утреннем ежедневном ТВ-шоу Today американская актриса Энн Хэтэуэй, отвечая на вопрос ведущей Ходы Котб, объяснила, почему заранее сообщила своим поклонникам, что будет набирать вес для новой роли: «Это звучит немного грустно, но мне просто хочется наслаждаться этим летом, и я хочу, чтобы все поняли, что это моё тело и я отлично себя в нём чувствую. И если оно отличается от того, каким вы привыкли его видеть, или не соответствует вашим ожиданиям, — это ваши проблемы. Это только мой опыт, и я чувствую себя великолепно». Данное объяснение актрисе пришлось сделать, чтобы избежать замечаний со стороны фэтшеймеров.
В 2016 году интернет-издание The Huffington Post опубликовало эссе американской актрисы Дженнифер Энистон, в котором она критикует бодишейминг и обвиняет таблоиды в формировании и транслировании нереалистичных стандартов красоты, а также в объективизации женщин. «…Я по горло сыта тем, что под маской „журналистики“, „первой поправки“ (часть Билля о правах, гарантирующая свободу прессы) и „новостей о знаменитостях“ процветает навязывание стандарта „идеального“ спортивного тела и бодишейминг», — отметила актриса. «Мы сами решаем, что прекрасно, когда речь идет о наших телах. Это решение принадлежит нам и только нам».